# Pagani
Pour les articles homonymes, voir Pagani (homonymie).
Pagani (en napolitain Pavan) est une ville italienne de la province de Salerne, dans la région de la Campanie.
La ville est connue pour sa fête en l'honneur de la Madonna delle Galline (en), qui a lieu après Paques, du vendredi au mardi suivant. De nombreux touristes de toute l'Italie se rendent aux festivités pour prier la sainte et apprécier les traditions locales.
En outre, Pagani est une destination de pèlerinage pour les admirateurs de saint Alphonse de Liguori, le fondateur des Rédemptoristes, qui a vécu ici de 1775 à sa mort en 1787 et dont les reliques sont conservées dans la basilique Sant'Alfonso.
Le club de football local s'appelle Paganese Calcio. 

## Géographie

### Hameaux
- Tortora
- Zeccagnuolo
- Acquaviva
- Mannara

### Communes limitrophes
Nocera Inferiore, San Marzano sul Sarno, San Valentino Torio, Sant'Egidio del Monte Albino, Tramonti.

## Administration
| Période      | Période  | Identité                 | Étiquette     | Qualité |
| ------------ | -------- | ------------------------ | ------------- | ------- |
| octobre 2020 | En cours | Raffaele Maria De Prisco | Liste civique |         |